# Бирнбаум, Даниэль
Даниэ́ль Бирнба́ум (род. 10 июля 1963, Стокгольм) — шведский арт-критик, куратор, искусствовед, ректор Высшей художественной школы «Штедель» (Städelschule) Архивная копия от 20 июля 2009 на Wayback Machine, директор выставочного зала «Портикус» во Франкфурте-на-Майне, директор Стокгольмского музея современного искусства (с 2010).

## Биография и профессиональная деятельность
Изучал историю искусств, философию и литературу в США, Стокгольме и Берлине. Работал в качестве арт-критика, издателя и независимого куратора.
С 1996 по 1998 был лектором по теории искусства в Стокгольмском университете.
В 1998 там же защитил диссертацию по философии и стал директором международной художественной учебной программы «International Artists Studio Program» (IASPIS).
Также занимался переводами на шведский язык сочинений Новалиса, Мартина Хайдеггера, Людвига Витгенштейна, Готтлоба Фреге, Жака Деррида, Томаса Бернхарда и др.
С 2000 г. стал ректором Высшей художественной школы «Штедель» во Франкфурте-на-Майне, одной из самых престижных немецких художественных академий.
Сокуратор Первой и Второй Московской биеннале современного искусства.
Куратор 53-й Венецианской Биеннале.
Совместно с Евгением Бунимовичем выступил также в качестве куратора проекта Московского поэтического клуба «Making Words» на 53-й Венецианской Биеннале.

## Труды
- Хронология (Chronology). — М.: Новое литературное обозрение, 2007. — ISBN 5-86793-515-9